# 天翔る少女
『天翔る少女』（あまかけるしょうじょ 原題：Podkayne Of Mars）は、アメリカ合衆国のSF作家ロバート・A・ハインラインが書いた長編SF小説である。原題は『火星のポドケイン』の意味。1971年に邦訳が出版された際の訳題は『ポディの宇宙旅行』。

## あらすじ
火星生まれのポドケイン・フリース（愛称はポディ）は、年齢が8歳4か月（地球暦では16歳）の女の子で、宇宙船パイロットを夢見ている。彼女の弟クラークは、年齢6歳（地球暦では12歳）だが、いたずら好きでお金のことにもうるさい。この2人は、火星共和国の上院議員である大おじのトム・フリース（アンクル・トムと呼ばれる）に同行して、地球に向かうことになった。一行が乗るのは豪華観光宇宙船「トライコーン号」。惑星の位置関係から同船は地球へは直行せず、はじめに火星から金星へ向かい、次に金星から地球へのコースをたどるのだ。

## 主な登場人物
- ポドケイン・フリース - 本作の主人公で愛称はポディ。
- クラーク・フリース - ポディの弟。知能指数は160。
- トム・フリース - ポディの祖父の弟。火星共和国の全国区選出上院議員。

## 日本語訳
- 『天翔る少女』 中村能三訳、東京創元社：創元推理文庫、1971年[1]、改版・改題1986年[3]。1971年の出版時の題名は『ポディの宇宙旅行』[1]。
- 『天翔る少女』 赤尾秀子訳、創元SF文庫、2011年。ISBN 4488618154[4]